# Fawkham
Fawkham är en civil parish i grevskapet Kent i sydöstra England. Den ligger i distriktet Sevenoaks och utgörs av orten Fawkham Green samt en del utspridd bebyggelse som sträcker sig från M20 i söder till orten Longfield i norr. Civil parishen hade 558 invånare vid folkräkningen år 2021.